# Seznam mest na Saškem - Anhaltu
Seznam mest na Saškem - Anhaltu.

## A
- Abtsdorf (pri Wittenbergu)
- Aken (Elbe)
- Allstedt
- Alsleben
- Annaburg
- Arendsee
- Arneburg
- Aschersleben
- Axien

## B
- Bad Bibra
- Bad Dürrenberg
- Bad Kösen
- Bad Lauchstädt
- Bad Suderode
- Bad Schmiedeberg
- Ballenstedt
- Barby
- Barleben
- Benneckenstein
- Bernburg
- Bethau
- Bismark
- Bitterfeld
- Blankenburg am Harz
- Boßdorf
- Braunsbedra
- Brehna
- Bülzig
- Burg bei Magdeburg

## C
- Coswig, Anhalt

## D
- Dabrun
- Darlingerode
- Derenburg
- Dessau
- Dietrichsdorf
- Dorna (Elbaue)

## E
- Eckartsberga
- Egeln
- Eisleben
- Elbe-Parey
- Elbingerode
- Elster (Elbe)
- Elsteraue
- Eutzsch

## F
- Falkenstein, Saška - Anhalt
- Flechtingen
- Freyburg

## G
- Gadegast
- Gardelegen
- Genthin
- Gerbstedt
- Gernrode
- Globig-Bleddin
- Gommern
- Gräfenhainichen
- Gröbzig
- Gröningen
- Groß Naundorf
- Güsten

## H
- Hadmersleben
- Halberstadt
- Haldensleben
- Halle, Saška - Anhalt
- Harzgerode
- Hasselfelde
- Havelberg
- Hecklingen
- Hettstedt
- Hohenmölsen
- Hoym
- Huy

## I
- Ilsenburg

## J
- Jerichow
- Jessen (Elster)
- Jeßnitz
- Jüdenberg

## K
- Kabelsketal
- Kalbe
- Kelbra
- Kemberg
- Klöden
- Klötze
- Könnern
- Korgau
- Köthen (Anhalt)
- Kötzschau
- Kroppenstedt
- Kropstädt

## L
- Labrun
- Landsberg, Saška - Anhalt
- Laucha
- Lebien
- Leetza
- Leuna
- Lindau (Anhalt)
- Listerfehrda
- Löbejün
- Loburg
- Lützen

## M
- Magdeburg
- Mansfeld
- Memleben
- Merseburg
- Meuro
- Mochau (Fläming)
- Möckern
- Möhlau
- Mücheln
- Mühlanger

## N
- Naumburg
- Naundorf bei Seyda
- Nebra
- Neinstedt
- Niedere Börde
- Nienburg, Saška - Anhalt

## O
- Oebisfelde
- Oranienbaum
- Oschersleben
- Osterburg (Altmark)
- Osterfeld
- Osternienburg
- Osterwieck

## P
- Plossig
- Prettin
- Pretzien
- Pretzsch (Elbe)
- Priesitz

## Q
- Quedlinburg

## R
- Rackith
- Radegast
- Radis
- Raguhn
- Roßlau
- Rotta

## S
- Salzwedel
- Sandau
- Sandersdorf
- Sandersleben
- Sangerhausen
- Schafstädt
- Schköna
- Schkopau
- Schleesen
- Schnellin
- Schönebeck
- Schraplau
- Schützberg
- Schwanebeck
- Seehausen, Altmark
- Seehausen, Börde
- Selbitz (Elbtal)
- Söllichau
- Staßfurt
- Stendal
- Stolberg (Harz)
- Stößen
- Straach
- Ströbeck
- Sülzetal

## T
- Tangerhütte
- Tangermünde
- Teuchern
- Thale
- Tornau (Dübener Heide)
- Trebitz

## U
- Uthausen

## W
- Wanzleben
- Wartenburg (Elbe)
- Wegeleben
- Weißenfels
- Werben
- Wernigerode
- Wettin, Saška - Anhalt
- Wittenberg
- Wolfen
- Wolmirstedt
- Wörlitz

## Z
- Zahna
- Zeitz
- Zemnick
- Zörbig
- Zörnigall
- Zschornewitz